# Dave Nachmanoff
Dave Nachmanoff est un chanteur et guitariste de folk américain né le 23 juillet 1964 à Davis (Californie). 

## Biographie
Il est le frère du réalisateur Jeffrey Nachmanoff. 
Après un doctorat de philosophie à l'Université de Californie à Davis, il enseigne cette matière un temps avant de se lancer dans la musique.
Dave Nachmanoff accompagne Al Stewart sur scène tout en se consacrant à sa propre carrière.
Son album Spinoza's dream, est sorti le 6 mai 2016, suivi en 2019 par Cerulean Skies.

## Discographie
- Dweller on the Threshold (1993)
- Down on the Soundfarm (1994)
- Candy Shower (1997)
- Snapshots (1998)
- A Certain Distance (2001)
- Holy Smokes: Ice Cream For Breakfast (2002)
- Threads of Time (2004)
- In The Family (2004)
- Wordless Rhymes (2005)
- Time Before The Fall (2006)
- Unkorked, en live avec Al Stewart (2009)
- Step Up (2011)
- Spinoza's dream (2016)
- Cerulean Skies (2019)